# Champagne (film)
Champagne is een Britse stomme film uit 1928, geregisseerd door Alfred Hitchcock. De film is gebaseerd op een origineel verhaal van Walter C. Mycroft. De hoofdrollen worden vertolkt door Betty Balfour, Gordon Harker en Jean Bradin.

## Verhaal
De film draait om Betty, een dame van rijke afkomst. Ze geniet volop van haar rijke leven. Zo gebruikt ze haar vaders vliegtuig om haar vriend, die op een schip naar Frankrijk zit, op te zoeken. Haar vader is niet blij met zijn dochters riante levensstijl en met haar keuze van haar vriend, die volgens hem enkel op haar geld uit is. Om haar vader te bewijzen dat hij ernaast zit, vraagt ze haar vriend ten huwelijk. Hij wijst haar echter af en er ontstaat onenigheid. Zodra het schip in de haven aanlegt, gaan de twee uit elkaar.
De vriend krijgt al snel spijt van de ruzie en gaat naar Betty om zijn excuses aan te bieden. Hij ontdekt dat ze haar tijd verdoet met het vermaken van een groep gasten, onder wie een mysterieuze man die ze aan boord van het schip heeft ontmoet. De twee krijgen weer woorden met elkaar, maar hun ruzie wordt onderbroken door de komst van Betty’s vader. Hij vertelt Betty dat het gehele fortuin dat hun familie heeft verdiend met champagnehandel verloren is gegaan door slechte investeringen op de beurs. Betty’s vriend vertrekt meteen na het horen van dit nieuws, wat voor Betty’s vader extra bewijs is dat hij enkel achter Betty’s geld aan zat.
Betty besluit haar juwelen te verkopen om wat van het verlies goed te maken, maar op weg naar de juwelier wordt ze beroofd. Betty en haar vader nemen hun intrek in een klein appartement en Betty vindt werk in een restaurant. Haar vriend laat al snel weer van zich horen, maar Betty wil niks meer met hem te maken hebben daar ze denkt dat haar vader gelijk had over hem. Betty wordt in het restaurant weer benaderd door de mysterieuze man van het schip. Hij adviseert haar hem te bellen als ze hulp nodig heeft.
Uiteindelijk blijkt Betty’s vader te hebben gelogen over het verlies van hun rijkdom om zijn dochter een lesje te leren. Betty is razend en gaat daarom in op het aanzoek van de mysterieuze man om haar terug naar Amerika te brengen. Ze krijgt tijdens de reis al snel spijt van haar beslissing, daar de man haar opsluit in hun hut. Betty vreest het ergste over de man z’n ware bedoelingen. Haar vriend blijkt echter ook aan boord te zijn en bevrijdt haar. De twee leggen hun ruzie bij. Betty’s vader duikt weer op, samen met de mysterieuze man. Deze blijkt door hem te zijn ingehuurd om Betty te beschermen. Dit is nu niet meer nodig daar Betty’s vader niet langer tegen het huwelijk tussen Betty en haar vriend is.

## Rolverdeling
| Acteur                                   | Personage           |
| ---------------------------------------- | ------------------- |
| Betty Balfour                            | Betty               |
| Gordon Harker                            | Mark, Betty's vader |
| Jean Bradin – Betty’s vriend             |                     |
| Ferdinand von Alten – De mysterieuze man |                     |
| Clifford Heatherley                      | The Manager         |
| Claude Hulbert                           | Club Guest          |
| Hannah Jones                             | Club Servant        |
| Jack Trevor                              | The Officer         |
| Marcel Vibert                            | Maitre d'Hotel      |

Bijrollen worden vertolkt door:
| Acteur             | Personage |
| ------------------ | --------- |
| Alexander D'Arcy   |           |
| Vivian Gibson      |           |
| Phyllis Konstam    |           |
| Gwen Mannering     |           |
| Balliol and Merton |           |
| Sunday Wilshin     |           |

## Achtergrond
Met “champagne” wilde Hitchcock proberen zijn imago als regisseur van drama- en mysteryfilms van zich af te schudden door voor de verandering eens een komedie te maken. Deze overstap van genre viel bij kijkers niet in goede aarde. Veel kijkers klaagden dat de film de spannende verhaallijn met onverwachte gebeurtenissen die veel van Hitchcocks vorige films wel hadden miste.
Het tijdschrift Variety prees de film om zijn technische aspecten, maar keurde het verhaal af.
Hitchcock zelf ging de film ook steeds meer als een mislukking beschouwen. In François Truffauts boek Hitchcock/Truffaut uit Hitchcock zelf zijn frustraties over de film.
De rechten op de film warden in 2005 gekocht door Canal+.